# Євса Ірина Олександрівна
Іри́на Олекса́ндрівна Євса (15 жовтня 1956, Харків) — російськомовна українська поетеса та перекладачка. Член Союзу українських письменників та всесвітнього ПЕН-клубу.

## Біографія
Ірина Євса народилася 15 жовтня 1956 в Харкові в родині військовослужбовця. Навчалась на філологічному факультеті Харківського університету, закінчила Літературний інститут імені Горького.
Працювала в Книжковій палаті України (1981—1986), на фірмі «Апіс» (від 1988). Була співредактором літературного журналу «Бурсацкий спуск» (від 1992).
Перекладає поезію з вірменської, грузинської, польської та української. Вірші Ірини Євси перекладені на українську, азербайджанську, вірменську, грузинську, литовську та сербську мови.

## Нагороди
- 2000, Премія імені Бориса Чичибабіна

## Поетичні збірки
- Евса И. А. Отзвук: Стихи. — Х., 1976.
- Евса И. А. Дыхание: Стихи. — Х., 1978.
- Евса И. А. Август: Стихи. — К.: Радянський письменник, 1985.
- Евса И. А. Сад: Стихи. — Х.: Прапор, 1986.
- Евса И. А. День седьмой: Стихи. — К.: Радянський письменник, 1986.
- Евса И. А. Изгнание из рая: Стихи. — Х.: Основа, 1995.
- Евса И. А. Наверное, снилось…: Стихи — Париж — М. — Нью-Йорк: Третья волна, 1999.
- Евса И. А. Лодка на фаянсе: Стихи. — Х.: Крок, 2000.
- Евса И. А. Опись имущества: Сборник поэзии. — Х.: Факт, 2003.
- Евса И. А. Трофейный пейзаж: Сборник поэзии. — Х.: Око, 2006.